# Atesta houstoni
Atesta houstoni är en skalbaggsart som beskrevs av Wang 1993. Atesta houstoni ingår i släktet Atesta och familjen långhorningar. Inga underarter finns listade.